# 比利亚加通
比利亚加通，是西班牙卡斯蒂利亚-莱昂莱昂省的一个市镇。 总面积167平方公里，2001年普查人口總數為777人，人口密度為每平方公里5人。